# Hymenocallis harrisiana
Hymenocallis harrisiana là một loài thực vật có hoa trong họ Amaryllidaceae. Loài này được Herb. mô tả khoa học đầu tiên năm 1840.